# 牧村慶子
牧村 慶子（まきむら けいこ、1936年5月13日 - ）は、日本の女性イラストレーター。
東京生まれ。オランダ人神父で画家のアルベルト・カルペンティールに師事。1963年頃より幼児雑誌や絵本などに作品を発表する。『詩とメルヘン』で活躍し、第2回サンリオ美術賞を受賞。主な著作に『これしってるよ』『北風のわすれたハンカチ』『ひみつの花園』など、画集に『異邦人伝説』がある。
2013年と2014年に伊豆高原アートフェスティバルに参加。2019年5月8日から5月31日、沼津市芹沢光治良記念館で「牧村慶子絵本原画展―海の音、風の声をききながら―」が開催された。

## 著書
- 『ちいさいイエズスさま』牧村慶子著、中央出版社、1964年
- 『あおいとり』メーテルリンク原作、富盛菊枝文、牧村慶子絵、世界出版社、1966年
- 『美しきポリー』ルイザ・オルコット作、足沢良子訳、牧村慶子絵、講談社、1966年
- 『バンビ』ザルテン作、佐藤義美文、牧村慶子絵、集英社、1967年
- 『石のはな』バジョーフ作、稗田宰子文、牧村慶子絵、集英社、1969年
- 『これしってるよ4 みぢかなもの』文化出版局、1970年
- 『おはなしいいな』安田浩著、牧村慶子/石川雅也絵、白眉学芸社、1970年
- 『青い鳥』土家由岐雄文、牧村慶子絵、偕成社、1970年
- 『ゆりくまさん』立原えりか作、牧村慶子絵、国土社、1971年
  - 『ゆりくまさん』（新装版）、立原えりか作、牧村慶子絵、国土社、2002年8月、ISBN 978-4337030121
- 『北風のわすれたハンカチ』安房直子作、牧村慶子絵、旺文社、1971年、ISBN 4010690135
  - 『北風のわすれたハンカチ』安房直子作、牧村慶子絵、復刊ドットコム、2006年、ISBN 978-4835442242
  - 『北風のわすれたハンカチ』安房直子作、牧村慶子絵、偕成社文庫、2015年、ISBN 978-4035512103
- 『小公女』バーネット原作、奈街三郎編著、牧村慶子絵、ポプラ社、1971年
- 『はるのしょうじょ』まきむらけいこ絵・文、女子パウロ会、1972年
- 『一年生のグリムどうわ』新川和江文、牧村慶子絵、集英社、1972年
- 『愛の階段』立原えりか文、牧村慶子絵、サンリオ出版、1974年
- 『愛のメルヘン』立原えりか文、牧村慶子絵、サンリオ出版、1975年
- 『わたしはひつじかい』かながわさちこ文、まきむらけいこ絵、中央出版社、1975年
- 『恋のメルヘン』立原えりか文、牧村慶子絵、サンリオ出版、1976年
- 『雨のようにやさしく』きのゆり詩、牧村慶子絵、サンリオ、1976年1月
- 『しろいあしあと』安房直子作、牧村慶子画、小学館、1976年1月
- 『コスモスの花ことばは知らない』きのゆり詩、牧村慶子絵、サンリオ、1977年1月
- 『すみきった青い空』牧村慶子著、サンリオ、1977年9月
- 『三つの小さなクリスマス』パール・バック作、いのうえちかこ訳、まきむらけいこ絵、旺文社、1978年11月
- 『銀の糸あみもの店 : 12編のメルヘン』瀬尾七重作、牧村慶子画、旺文社、1979年3月
- 『紫愁花 : 愛の詩集』イソ・ヒロミ詩、牧村慶子画、PHP研究所、1980年1月
- 『みんなおひるね』しょうげんじはるこ作、まきむらけいこ絵、PHP研究所、1980年4月
- 『わがままな恋しかできなかったら』きのゆり詩、牧村慶子絵、サンリオ、1980年4月
- 『だれもしらないうきわのたび』しょうげんじはるこ作、まきむらけいこ絵、PHP研究所、1980年6月
- 『おばあさんの地図』新冬二作、牧村慶子絵、太平出版社、1980年8月
- 『リトル・ローズ』トミー・スナイダー文、牧村慶子絵、サンリオ、1981年6月
- 『窓ガラスのかもめ』きのゆり詩、牧村慶子絵、サンリオ、1981年10月
- 『風は少女になりたくて』きのゆり詩、牧村慶子絵、サンリオ、1982年12月
- 『おばあさんのふしぎなこねこ』岡信子文、牧村慶子絵、旺文社、1984年1月
- 『魚料理もどうぞ』瀬尾七重作、牧村慶子絵、旺文社、1985年9月
- 『絵をかく夕日』宮田滋子詩、牧村慶子絵、教育出版センター新社、1986年12月
  - 『絵をかく夕日』宮田滋子詩、牧村慶子絵、銀の鈴社、2013年、Kindle版
- 『おやゆびひめ』アンデルセン作、小沢正文、牧村慶子絵、世界文化社、1987年
- 『きいろい教室』青木千里作、牧村慶子画、なのはな家、1988年9月
- 『まよなかのシチュー』青木千里作、牧村慶子画、なのはな家、1992年12月
- 『ひみつの花園』フランシス・E.H.バーネット作、中村妙子訳、牧村慶子絵、集英社、1994年3月、ISBN 978-4082740047
- 『ラスコちゃんのクリスマス』まきむらけいこ作・絵、ひさかたチャイルド、2004年11月
- 『とべ!小てんぐ!』南史子作、牧村慶子絵、国土社、2019年2月、ISBN 978-4337336384

## 画集
- 『異邦人伝説 : 牧村慶子画集』牧村慶子著、サンリオ、1981年7月